# Isonychus limbatus
Isonychus limbatus är en skalbaggsart som beskrevs av Hermann Burmeister 1855. Isonychus limbatus ingår i släktet Isonychus och familjen Melolonthidae. Inga underarter finns listade i Catalogue of Life.